# L'Or de nos vies
L’or de nos vies est une chanson écrite et composée par le groupe Kyo, et interprétée par le collectif Fight Aids (formé de 17 artistes : Anggun,
Amel Bent,
Bénabar,
Corneille,
Emma Daumas,
Emmanuel Moire,
Jenifer,
Kyo,
Leslie,
M. Pokora,
Patrick Bruel,
Roch Voisine,
Stéphanie,
Tété) afin de venir en aide aux malades du SIDA. Les bénéfices sont allés à l'association F.A.M (Fight Aids Monaco), notamment dans le cadre de la création d'une "maison de vie" aux environs d'Avignon.
Les paroles évoquent indirectement le SIDA, une phrase dit : "La gêne et la peur m'attristent".
Le clip a été tourné le 20 juin 2006 avenue Charles Floquet à Paris (au pied de la Tour Eiffel) avec la présence de tous les artistes et de 300 figurants.
Un petit groupe de malades (joué par des comédiens) marche dans la rue et se font bousculer dans l'indifférence générale par une foule de passants qui marche dans l'autre sens. Peu à peu, les passants (parmi lesquels figurent les artistes) se retournent et vont marcher dans le même sens et la foule va s'unir.
Le samedi 1er juillet, lors du NRJ Music Tour à Monaco, le clip est diffusé pour la première fois et le titre est diffusé aux radios et disponible sur les plates-formes de téléchargement légal.
Le single est sorti le 28 juillet avec la chanson et le "making of" du clip. En France, il est resté classé 15 semaines dans le Top 50 et a atteint la 5e place, et en Suisse, il est resté classé 10 semaines et a atteint la 43e place.
La promotion a été assurée dans différentes émissions dont le journal de 20h de TF1 présenté par Patrick Poivre d'Arvor, Le Grand Journal sur Canal+, La Méthode Cauet, "Sans Interdit" sur NRJ le lundi 28 août (Kyo), le 6-9 (Stéphanie de Monaco), etc.
NRJ 12 a diffusé le mardi 15 août un documentaire de 24 minutes avec des confidences des artistes et le "making of" du clip.